# Georges Saint-Pierre (peintre)
Pour les articles homonymes, voir Saint-Pierre.
À ne pas confondre avec le pratiquant québécois d'arts martiaux Georges St-Pierre.
Georges Saint-Pierre, né le 23 janvier 1927 à Chicoutimi, aujourd'hui partie de la ville de Saguenay, et mort le 22 février 1985 dans la ville de Québec, est un peintre québécois, connu pour avoir représenté de nombreuses légendes québécoises dans ses peintures, comme la Chasse-galerie ou les feux follets.

## Biographie
Georges Saint-Pierre naît dans la ville de Chicoutimi le 23 janvier 1927. Enfant, il passe beaucoup de temps à la galerie d'art de son oncle, où il découvre les grands peintres québécois, comme Ozias Leduc, Marc-Aurèle Fortin ou Alfred Pellan. Il devient alors intéressé par l'art, ce qui le pousse à apprendre la peinture. En 1939, alors qu'il a douze ans, son père meurt. Il décide de quitter la région pour faire des incursions à Montréal, entre 1948 et 1958. Il essaie d'attirer l'attention des peintres automatistes comme Paul-Émile Borduas, sans succès, et est refusé de l'École des beaux-arts de Montréal, qui ne le considère pas assez talentueux. Il rencontre cependant Paul Gagnon, qui l'initie à la peinture. Après un certain temps, il décide de s'établir à Québec.
Dans les années 1960 et 1970, il se fait connaître dans le milieu de l'art québécois pour son mode de vie itinérant, allant d'une place à l'autre pour peindre. Son œuvre est mentionné pour la première fois dans une chronique de 1961 du journal Le Devoir de Lyse Nantais décrivant son œuvre comme faisant partie d'un mouvement des années 1950 qu'elle appelle le misérabilisme. Pendant un certain temps vers la fin des années 1960, il vit à l'Île d'Orléans. Le Musée du Québec réalise une exposition de ses œuvres du 23 janvier au 23 février 1975. Il meurt le 22 février 1985 à l'âge de 58 ans, ou 57 ans selon d'autres sources, laissant sa fille de douze ans Marie-Émilie, qu'il n'avait pas vue depuis trois ans, orpheline. Elle assiste cependant à l'exposition 25e anniversaire de son père. Jean-Louis Gagnon, un galeriste et un de ses amis, organise en 2010 une exposition à la Salle Albert-Rousseau une exposition en l'honneur du 25e anniversaire de son décès. Ce dernier avait acheté une trentaine de ses œuvres, puisqu'il était passionné par les légendes québécoises.

## Œuvres
- Vieille Dame, techniques mixtes, 46 × 61 cm, vers 1960, Galerie le Belley[6] ;
- Adolescence Marie, techniques mixtes sur bois, 40 × 99 cm, 1976-1977, collection privée[2].

## Collections
- Galerie d'art le Belley (Québec)[6] ;
- Musée de Charlevoix
- Musée Louis-Hémon
- Musée régional de Kamouraska (Kamouraska)[7] ;
- Musée national des beaux-arts du Québec (Québec)[8].